# Janine Pietsch
Janine Pietsch, née le 30 juin 1982 à Berlin, est une nageuse allemande, spécialiste du dos crawlé.

## Palmarès

### Championnats du monde de natation
Petit bassin
- Championnats du monde 2006 à Shanghai ( Chine) :
  -  Médaille d'or du 50 m dos
  -  Médaille d'or du 100 m dos

### Championnats d'Europe de natation
Grand bassin
- Championnats d'Europe 2006 à Budapest ( Hongrie) :
  -  Médaille d'or du 50 m dos
  -  Médaille de bronze du 100 m dos

Petit bassin
- Championnats d'Europe 2001 à Anvers ( Belgique) :
  -  Médaille d'argent du 4 × 50 m 4 nages
  -  Médaille de bronze du 4 × 50 m nage libre
  -  Médaille de bronze du 100 m dos
- Championnats d'Europe 2002 à Riesa ( Allemagne) :
  -  Médaille d'argent du 4 × 50 m 4 nages
  -  Médaille de bronze du 50 m dos
  -  Médaille de bronze du 4 × 50 m nage libre
- Championnats d'Europe 2003 à Dublin ( Irlande) :
  -  Médaille d'argent du 4 × 50 m 4 nages
- Championnats d'Europe 2004 à Vienne ( Autriche) :
  -  Médaille d'argent du 4 × 50 m nage libre
  -  Médaille d'argent du 4 × 50 m 4 nages
- Championnats d'Europe 2005 à Trieste ( Italie) :
  -  Médaille d'argent du 50 m dos
  -  Médaille d'argent du 4 × 50 m 4 nages
  -  Médaille de bronze du 100 m dos
- Championnats d'Europe 2006 à Helsinki ( Finlande) :
  -  Médaille d'or du 50 m dos
  -  Médaille d'or du 4 × 50 m 4 nages
- Championnats d'Europe 2007 à Debrecen ( Hongrie) :
  -  Médaille d'or du 4 × 50 m 4 nages
  -  Médaille d'argent du 50 m dos
  -  Médaille de bronze du 100 m dos